# Leibstadt
Leibstadt est une commune suisse du canton d'Argovie, située dans le district de Zurzach.

Photo aérienne (1949).

## Industrie
- La commune abrite la centrale nucléaire de Leibstadt.